# Roc de la Clusa
El Roc de la Clusa és una muntanya de 1.729 metres que es troba entre els municipis de Castell de l'Areny i de La Nou de Berguedà, a la comarca catalana del Berguedà.